# Cheilothela jaegeri
Cheilothela jaegeri là một loài rêu trong họ Ditrichaceae. Loài này được Bizot mô tả khoa học đầu tiên năm 1976.